# 亀山市消防本部
亀山市消防本部（かめやまししょうぼうほんぶ）は、三重県亀山市の消防部局（消防本部）。管轄区域は亀山市全域。

## 概要
- 消防本部：亀山市野村4-1-23
- 管内面積：190.91km2
- 職員定数：85人
- 消防署1カ所（分署2カ所）
- 主力機械（2023年4月1日現在）
  - 消防ポンプ自動車：4
  - はしご消防車：1
  - 小型動力ポンプ付積載車：2[注釈 1]
  - 化学消防自動車：1[注釈 2]
  - 高規格救急自動車：4（内予備車1台）
  - 救助工作車：1
  - 指揮車：1
  - 防災広報車：1
  - 指令広報車：1
  - 資器材搬送車：1
  - 小型動力ポンプ付水槽車：1
  - 事務連絡車：2

## 沿革
- 1949年2月11日　亀山町消防本部を設置。
- 1954年10月1日　市制施行に伴い、亀山市消防本部に改称。
- 1959年6月23日　消防庁舎が竣工。
- 1967年4月1日　亀山市消防署を設置。
- 1967年10月30日　新消防庁舎が竣工。
- 1969年8月　救急車を消防署に配備。（同年9月救急業務を開始）
- 1973年2月　化学消防車を消防署に配備。
- 1979年4月　鈴鹿郡関町の消防事務を受託し業務を開始。
- 1979年10月1日　関分署を開設。
- 1982年1月　亀山市消防の歌を制定。
- 1994年3月　高規格救急車を消防署に配備。
- 1997年4月1日　関分署が関消防署に昇格し、亀山市消防署を亀山消防署に改称。消防本部・亀山消防署新庁舎が現在地に竣工。
- 2000年11月　関消防署の消防司令だった当時５０歳代の男性が強制わいせつ罪で逮捕、起訴された。消防本部は消防司令の男性を懲戒免職にしたが、処分を公表していなかった[1][2]。
- 2001年11月　高規格救急車を関消防署に配備。
- 2003年3月　関消防署新庁舎が竣工。
- 2004年3月　はしご付消防車を亀山消防署に配備。
- 2005年1月11日　関町との新設合併に伴い、新・亀山市が発足。
- 2015年4月　北東分署を運用開始、組織改編により関消防署が再び関分署に（1本部1署2分署に）。消防救急デジタル無線（活動波）運用開始。
- 2023年3月　消防本部の通信指令員が安全確保を呼びかけなかったことにより、119番通報者が死亡した東名阪多重事故が発生[3][4]。
- 2024年９月　 消防本部の救急車が搬送中に鈴鹿市内で乗用車が衝突。救急車が田んぼに転落し、搬送中の８０歳代女性を含む５人が別の救急車で搬送された[5][6]。

## 組織

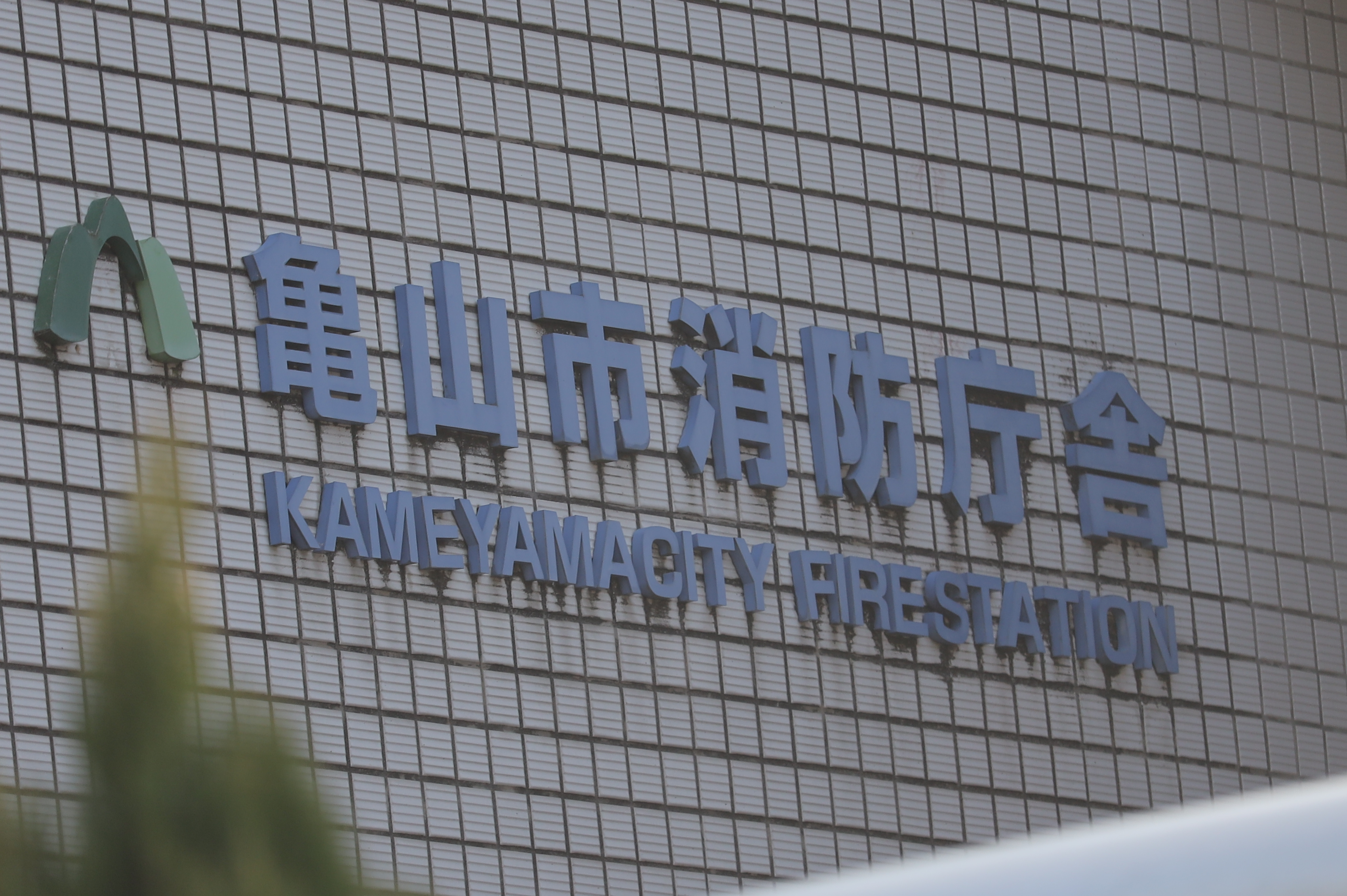
亀山市消防本部が入る亀山消防庁舎

- 本部 - 消防総務課、予防課、情報指令課
- 消防署 - 警防課、関分署、北東分署

## 消防署
| 消防署     | 住所              | 分署                                     |
| ---------- | ----------------- | ---------------------------------------- |
| 亀山消防署 | 野村四丁目1番23号 | 関：関町木崎37番地1 北東：長明寺842番地1 |